# Week-end en mer
Pour plus de détails, voir Fiche technique et Distribution.
Week-end en mer est un film documentaire français réalisé par François Reichenbach, sorti en 1962.

## Synopsis
Ce documentaire retrace le voyage inaugural du France le 3 février 1962 du Havre à New York. 

## Fiche technique
- Titre : Week-end en mer
- Titre anglais : A Week-end at Sea
- Réalisation : François Reichenbach
- Musique : Georges Delerue, Robert Viger
- Date de sortie : 1962

## Distribution
- Salvador Dalí
- Michèle Morgan
- Juliette Gréco
- Le Commandant Georges Croisile
- Marcel Achard

## BO du film
- France : Georges Delerue
- Week-end en mer : Georges Delerue
- Gala : Georges Delerue
- Valse de l' Au revoir chantée par Juliette Gréco : Musique Roger Viger / Paroles Serge Gainsbourg